# منگنز برنز هلدینگ

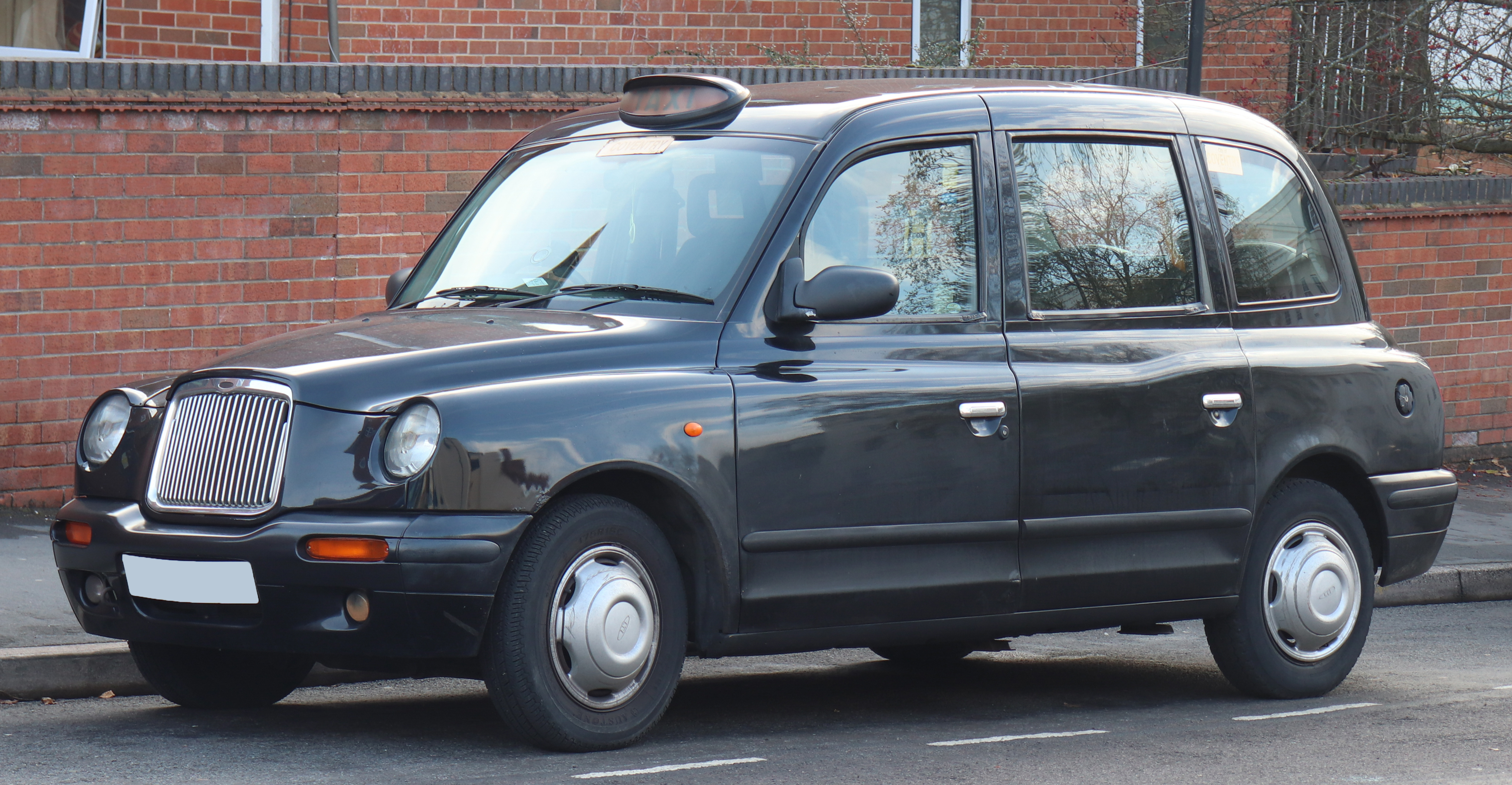
LTI TXII محصولی از شرکت «منگنز برنز هلدینگ»

منگنز برنز هلدینگ (انگلیسی: Manganese Bronze Holdings) شرکت خودروسازی بریتانیایی بود، که در سال ۱۸۸۹ تأسیس شد و در سال ۲۰۱۳ منحل گردید.